# Више од игре
Више од игре је југословенска телевизијска серија, снимљена у продукцији Телевизије Београд, 1976. године. Серија има 9 епизода и премијерно је емитована од 14. априла 1977. до 12. јуна 1977. године. Аутори серије били су режисер Здравко Шотра и сценариста Слободан Стојановић.

## Опис
Серија се одвија у Градини, измишљеној варошици у Србији и прати збивања у периоду од 1931. до 1941. године. Година 1931. је била година у којој је владала велика економска криза, 1937. је година препорода и судара с фашизмом, а 1941. је година устанка. Серија бележи све догађаје пратећи их у малој средини. Посебан сегмент серије чини и ривалство између два фудбалска клуба - „Грађанског“ и „Радничког“, где је лоптачка игра само повод, а све оно „више од игре“ је суштина.

## Списак епизода
Списак епизода и датум премијерног емитовања:
| Редни број | Назив епизоде      | Премијерно емитовање |
| ---------- | ------------------ | -------------------- |
| 1          | Градина            | 17. април 1977.      |
| 2          | Раднички-Грађански | 24. април 1977.      |
| 3          | Утакмица           | 1. мај 1977.         |
| 4          | Јака љубав         | 8. мај 1977.         |
| 5          | Бабица             | 15. мај 1977.        |
| 6          |                    | 22. мај 1977.        |
| 7          | Шипак              | 29. мај 1977.        |
| 8          | Парастоси          | 5. јун 1977.         |
| 9          | Више од игре       | 12. јун 1977.        |

Из јавности непознатих разлога епилог на крају 9. епизоде је после неколико репризе избачен.

## Улоге
| Глумац                     | Улога                                           |
| -------------------------- | ----------------------------------------------- |
| Петар Божовић              | Данило Живић-Данилче (9 еп. 1977)               |
| Никола Симић               | Мирослав Илић-Гуливер (9 еп. 1977)              |
| Жика Миленковић            | Начелник Васић (9 еп. 1977)                     |
| Љиљана Драгутиновић        | Милица Живић (9 еп. 1977)                       |
| Властимир Ђуза Стојиљковић | Апотекар Бели (9 еп. 1977)                      |
| Слободан Ђурић             | Костоломац (9 еп. 1977)                         |
| Михајло Бата Паскаљевић    | Шпијун Буда (9 еп. 1977)                        |
| Никола Милић               | Славко Вучковић-Цвикераш (8 еп. 1977)           |
| Велимир Животић            | Светозар Ђорђевић (8 еп. 1977)                  |
| Миливоје Мића Томић        | Давидовић „Шмрк-шмрк” (8 еп. 1977)              |
| Весна Малохоџић            | Симона Шљивић - „Синђа” (8 еп. 1977)            |
| Драгољуб Милосављевић Гула | Вага Голубовић (8 еп. 1977)                     |
| Иван Бекјарев              | Новинар (8 еп. 1977)                            |
| Тома Курузовић             | Опанчар Чолак (8 еп. 1977)                      |
| Олга Станисављевић         | Калиопа Илић (8 еп. 1977)                       |
| Љубомир Убавкић            | Манојло Табанаш (8 еп. 1977)                    |
| Зоран Стојиљковић          | Бата Јанковић (8 еп. 1977)                      |
| Павле Вуисић               | Александар Ћопић - Лека Банкрот (7 еп. 1977)    |
| Слободан Алигрудић         | Агент VI антикомунистичког одељења (7 еп. 1977) |
| Зоран Радмиловић           | Михајло - Миша Шљивић (7 еп. 1977)              |
| Предраг Панић              | Немања Голубовић - „Мали Вага” (7 еп. 1977)     |
| Бранислав Цига Миленковић  | Кум Гара (7 еп. 1977)                           |
| Љубиша Бачић               | Поп Васа (7 еп. 1977)                           |
| Славко Симић               | Танасије Бојић-Зуба (6 еп. 1977)                |
| Милош Жутић                | Др Душко Настић (6 еп. 1977)                    |
| Јелена Жигон               | Сеја Шљивић (6 еп. 1977)                        |
| Власта Велисављевић        | Витомир Илић-Вита Бас (6 еп. 1977)              |

 Остале улоге  ▼
| Глумац                   | Улога                                           |
| ------------------------ | ----------------------------------------------- |
| Жарко Митровић           | Глуви Макса (6 еп. 1977)                        |
| Дијана Шпорчић           | Надица (6 еп. 1977)                             |
| Љиљана Дерк              | Проститутка (6 еп. 1977)                        |
| Даница Мирковић          | (6 еп. 1977)                                    |
| Љубица Ковић             | Данилова мајка Мара (5 еп. 1977)                |
| Рамиз Секић              | Милер (5 еп. 1977)                              |
| Жижа Стојановић          | Љубина Бојић (5 еп. 1977)                       |
| Миодраг Поповић Деба     | Жандар Угљеша (5 еп. 1977)                      |
| Александар Хрњаковић     | Надичин муж (5 еп. 1977)                        |
| Воја Брајовић            | Бецић (4 еп. 1977)                              |
| Миодраг Милованов        | Иво Апостоловић млађи (4 еп. 1977)              |
| Мило Мирановић           | Геометар Лазић (4 еп. 1977)                     |
| Никола Јовановић         | Докторов брат (4 еп. 1977)                      |
| Милка Газикаловић        | Проститутка (4 еп. 1977)                        |
| Александар Горанић       | Потрчко (4 еп. 1977)                            |
| Мирко Буловић            | Кочијаш (3 еп. 1977)                            |
| Душан Почек              | Берберин Јовица (3 еп. 1977)                    |
| Рас Растодер             | Гробар (3 еп. 1977)                             |
| Горан Султановић         | Бенеш (2 еп. 1977)                              |
| Јосиф Татић              | Тадија Гушчић Јагодинац (2 еп. 1977)            |
| Иво Јакшић               | Мајор Волф (2 еп. 1977)                         |
| Драгослав Радоичић Бели  | (2 еп. 1977)                                    |
| Петар Цвејић             | (2 еп. 1977)                                    |
| Предраг Милинковић       | Симонин брат (2 еп. 1977)                       |
| Владан Живковић          | Војно лице (1 еп. 1977)                         |
| Владимир Петровић        | Немачки војник у Гуливеровој радњи (1 еп. 1977) |
| Риста Ђорђевић           | (1 еп. 1977)                                    |
| Ханс Нојбахер            | Немачки војник (1 еп. 1977)                     |
| Иван Ђурђевић            | (1 еп. 1977)                                    |
| Мирослав Жужић           | Божа Лажов (1 еп. 1977)                         |
| Мирослав Бата Михаиловић | (1 еп. 1977)                                    |
| Радослав Павловић        | Капетан (1 еп. 1977)                            |
| Растислав Јовић          | (1 еп. 1977)                                    |
| Радисав Радојковић       | (1 еп. 1977)                                    |
| Богдан Јакуш             | (1 еп. 1977)                                    |
| Тихомир Грујин           | (1 еп. 1977)                                    |
| Велибор Станојевић Фока  | (1 еп. 1977)                                    |
| Бенито Мусолини          | Лично (Архивски снимци) (непознат број епизода) |

Комплетна ТВ екипа  ▼
| Редитељ                   | Здравко Шотра       | (9 еп. 1977)                                    |
| Сценариста                | Слободан Стојановић | (9 еп. 1977)                                    |
| Продуцент                 | Радосав Јанковић    | продуцент (непознат број епизода)               |
| Композитор                | Војкан Борисављевић | (9 еп. 1977)                                    |
| Директор фотографије      | Драгољуб Манчић     | (непознат број епизода)                         |
| Монтажер                  | Петар Аранђеловић   | (непознат број епизода)                         |
| Сценограф                 | Борислав Њежић      | (9 еп. 1977)                                    |
| Уметнички директор        | Милан Тодоровић     | (непознат број епизода)                         |
| Костимограф               | Јелисавета Гобецки  | (9 еп. 1977)                                    |
| Одсек за шминку           | Љиљана Обрадовић    | шминкерка (непознат број епизода)               |
| Одсек за шминку           | Мирјана Рашић       | шминкерка (непознат број епизода)               |
| Помоћник режије           | Петар Цвејић        | помоћник редитеља (непознат број епизода)       |
| Помоћник режије           | Душан Јовановић     | други помоћник редитеља (непознат број епизода) |
| Одсек за камеру и расвету | Миодраг Арсић       | пратилац камере (9 еп. 1977)                    |
| Одсек за камеру и расвету | Радован Климецки    | пратилац камере (9 еп. 1977)                    |
| Одсек за костим           | Весна Радовић       | асистент костимографа (непознат број епизода)   |
| Музички одсек             | Драган Ченерић      | музички сарадник (непознат број епизода)        |
| Музички одсек             | Драгослав Девић     | музички сарадник (непознат број епизода)        |
| Музички одсек             | Војислав Симић      | диригент (непознат број епизода)                |
| Остала екипа              | Мирјана Вујисић     | секретар режије (9 еп. 1977)                    |

## Награде
Награду за најбољи Глумачки пар године по избору читалаца ТВ Новости добили су Љиљана Драгутиновић за улогу Милице и Петар Божовић за улогу Данила на Филмским сусретима у Нишу 1978. године.